# Gebr. Späth Orgelbau
Gebr. Späth Orgelbau mit Sitz in Ennetach war von 1894 bis 1971 ein deutsches Orgelbauunternehmen.

## Geschichte
Der Orgelbauer Alois Späth (* 16. Juni 1825 in Ennetach; † 7. Juli 1876 ebenda) hatte drei Söhne, die auch Orgelbauer wurden: Franz Xaver Späth (* 1859), Albert Späth (* 1866) und Hermann Späth (* 1867). Mit Alois Späths Tod wurde zunächst auch dessen Werkstatt geschlossen. Franz Xaver arbeitete, um den Lebensunterhalt der Familie zu sichern, bei den Orgelbauern Ferdinand Benz, Xaver Mönch, den Gebrüdern Klingler und bei Heinrich Conrad Branmann. 1882 konnte er die Werkstatt seines Vaters in Ennetach wieder eröffnen. 1894 trat sein Bruder Albert in die Firma ein, die sich nunmehr Gebr. Späth Orgelbau nannte.
Hermann Späth führte nach 1896 die Werkstatt Balthasar Pröbstls unter eigenem Namen fort, sie schloss nach seinem Tode.
Seine Söhne Alban Späth (1898–1972) und Hermann Späth junior traten 1917 bei den Gebrüdern Späth, ihren Onkeln, als Mitarbeiter ein. Erstmals wirkte Alban Späth 1914 bei einem Orgelbau im Fuldaer Land mit, als die Gebr. Späth die Orgel in Hofbieber erbauten. Weitere Orgelbauten folgten. 1928 richtete die Fa. Gebr. Späth in Fulda eine Filiale ein, die Alban Späth leitete. Neubauten wurden nach wie vor in Ennetach erstellt, aber Alban Späth führte die Verhandlungen mit den Gemeinden, machte die Pläne und leitete dann Montage, Temperierung und Stimmung der Orgeln. Nach seiner Heirat 1928 wohnte Alban Späth mit seiner Familie in Fulda, wo er bis zu seinem Tode die Werkstatt unterhielt. Nach dem Ablegen der Meisterprüfung 1933 vor der Handwerkskammer Kassel machte sich Alban Späth 1937 selbständig in Hinblick auf Umbauten, Reparaturen und Pflegeverträge. Bei Neubauten blieb die Zusammenarbeit mit der Firma Gebr. Späth bestehen. Da Alban Späth von 1943 an Militärdienst leisten musste und erst 1946 aus der Kriegsgefangenschaft heimkehrte, wurde Alban Späths Betrieb wieder als Filiale von Ennetach aus geführt. Er starb am 1. April 1972 in Fulda und wurde in Großauheim am Main begraben. Seine Werkstatt in Fulda schloss.
Im Jahr 1909 übernahmen zwei weitere Orgelbauer aus der Familie, die Brüder Emil und Hubert Späth in Rapperswil in der Schweiz, den Betrieb von Heinrich Spaich. Dieser Ableger der Späth’schen Orgelbauerdynastie hat noch heute unter dem Namen Späth Orgelbau AG Bestand.
1912 wurde Franz Xaver Späth zum Hoforgelbaumeister und 1927 zum päpstlichen Hoflieferanten ernannt. Franz Xavers Sohn Franz (1901–1924) sollte den Betrieb fortführen. Sein unerwarteter Tod in Spanien verhinderte dies. Sein Bruder Karl Späth (1899–1971), ein Arzt, übernahm deshalb das väterliche Geschäft. Der jüngste Bruder August (1908–1979) war ab 1934 Teilhaber.
1964 trennte sich August Späth mit seinem Sohn Hartwig (* 1942) von Karl Späth und überführte die Freiburger Filiale in ein eigenes Unternehmen: Freiburger Orgelbau August Späth.
Mit dem Tod Karl Späths 1971 gründeten acht Mitarbeiter der Firma unter der Leitung von Franz Rapp die Orgelbau Späth GmbH. Später übernahm dessen Sohn Harald Rapp die Firma. Er machte sich 1985 mit Orgelbauwerkstatt Harald Rapp selbständig.
2002 kaufte Hartwig Späth, seit 1979 Alleininhaber der Firma Freiburger Orgelbau, den Betrieb Orgelbau Späth zurück. Er schloss die Betriebsstätte in Ennetach. Sein Unternehmen besteht seit dem Eintritt seines Sohnes 2008 unter dem Namen Freiburger Orgelbau Hartwig und Tilmann Späth.
Das Unternehmen Orgelbau Späth GmbH ist erloschen.

## Werke (Auswahl)
Kursivschreibung zeigt an, dass die Orgel nicht mehr oder nur noch der Prospekt erhalten ist. In der sechsten Spalte bezeichnet die römische Zahl die Anzahl der Manuale, ein großes „P“ ein selbstständiges Pedal. Die arabische Zahl gibt die Anzahl der klingenden Register an. Die letzte Spalte bietet Angaben zum Erhaltungszustand und zu Besonderheiten sowie Links mit weiterführender Information.
| Jahr      | Opus          | Ort                                     | Kirche                                                                                    | Bild | Manuale | Register | Bemerkungen |  |
| --------- | ------------- | --------------------------------------- | ----------------------------------------------------------------------------------------- | ---- | ------- | -------- | --- |  |
| 1870/1871 | –             | Allmannsweiler                          | Zum Heiligen Kreuz                                                                        |      | I/P     | 9        | erhalten |  |
| 1888      | 4             | Boos (Schwaben)                         | St. Valentin                                                                              |      | II/P    | 10       | 1999/2000 restauriert durch Vleugels Orgelmanufactur, Opus 336, Ausreinigung 2015 |  |
| 1890      | 11            | Bad Saulgau                             | Liebfrauenkirche                                                                          |      | I/P     | 7        | erhalten |  |
| 1894      | 28            | Emerfeld, Gemeinde Langenenslingen      | Kath. Pfarrkirche St. Pankratius                                                          |      | I/P     | 7        | erhalten |  |
| 1895      | 26            | Christazhofen, Gemeinde Argenbühl       | Kath. Pfarrkirche St. Mauritius                                                           |      | II/P    | 16       | großteils erhalten, 1990 restauriert |  |
| 1897      | 50            | Zußdorf, Gemeinde Wilhelmsdorf          | Kath. Pfarrkirche St. Simon und Judas                                                     |      | II/P    | 12       | erhalten |  |
| 1898      | 25            | Emerkingen                              | St. Jakobus Major                                                                         |      | II/P    | 10       | erhalten |  |
| 1903      | 106           | Saarhölzbach                            | St. Antonius                                                                              |      | II/P    | 12       | Ursprünglich für St. Sebastian Illerkirchberg/Oberkirchberg erbaut; 2006 durch Egbert Pfaff (Überlingen) restauriert und in Saarhölzbach aufgestellt. 2009 abermals restauriert durch Orgelbau Kutter → Orgel                                                         |  |
| 1904      | 113           | St. Ottilien                            | Klosterkirche Herz Jesu                                                                   |      | III/P   | 44       | nicht erhalten; 1959 umgebaut, 1994 ersetzt durch Neubau → Orgel |  |
| 1904      | 118           | Hülen                                   | St. Franziskus                                                                            |      | II/P    | 9        | restauriert 1992 → Orgel |  |
| 1907      | 154           | Habsthal(Ostrach-Weithart)              | Katholische Pfarrkirche St. Stefan, Benediktinerinnen-Klosterkirche des Klosters Habsthal |      | II/P    | 18       | fast original erhalten; mehrfach restauriert, zuletzt 2003 durch Orgelbauwerkstatt Harald Rapp |  |
| 1908      | 172           | Isny                                    | St. Maria                                                                                 |      | II/P    | 24       | 2005 durch ein Instrument von Josef Maier (Hergensweiler) ersetzt; einzelne Teile der Späth-Orgel wurden in das neue Instrument eingebaut |  |
| 1910      | 185           | Fronhofen (Fronreute)                   | Kath. Pfarrkirche St. Konrad                                                              |      | II/P    | 14       | 1951 umgebaut und erweitert; 1999 abgebrochen; 5 Register im Neubau Heilig Kreuz Ravensburg verwendet, Rückpositiv heute in Zußdorf |  |
| 1911      | 194           | Sigmaringen                             | Kloster Hedingen, Gruftkirche (ehemalige Klosterkirche)                                   |      | III/P   | 32       | weitgehend original erhalten |  |
| 1912      | 201           | Abtei Gerleve, Billerbeck               | Klosterkirche                                                                             |      | III/P   | 43       | 1971 von Gebrüder Stockmann aus Werl überholt und von ursprünglich 25 auf 43 Register erweitert |  |
| 1915      | 244           | Wuchzenhofen, (Leutkirch im Allgäu)     | Kath. Pfarrkirche St. Johannes Baptista                                                   |      | II/P    | 20       | in vorhandenem Gehäuse von Braun 1845/1846; großteils original erhalten |  |
| 1924      | 308           | Freiburg im Breisgau                    | St. Urban                                                                                 |      | II/P    | 26       | 1936 erweitert und in die neue Kirche versetzt → Orgel |  |
| 1924      | 310           | Haustadt (Beckingen)                    | Pfarrkirche St. Mauritius und Gefährten                                                   |      | II/P    | 24       | unspielbar; erhalten |  |
| 1925      | 312           | Saarbrücken                             | St. Michael                                                                               |      | IV/P    | 58       | mit Fernwerk; 1983 umdisponiert und Fernwerk aufgegeben; zurzeit erfolgt eine Restaurierung und Rekonstruktion in mehreren Bauabschnitten |  |
| 1925      | 322           | Schramberg                              | Heilig-Geist-Kirche                                                                       |      | II/P    | 35       | romantisch disponiert, aber erste Einflüsse der Orgelbewegung, restauriert durch Vleugels Orgelmanufactur 1994, Opus 285 |  |
| 1927      | 339           | Rheinfelden (Baden)                     | Kath. Pfarrkirche St. Joseph                                                              |      | III/P   | 41       | 1985 von Orgelbaumeister Hartwig Späth aus March unter Beibehaltung des alten Gehäuses neu gebaut. Die Anzahl der Register wurde dabei auf 44 erhöht, 37 der Register sind ganz oder teilweise aus dem alten Werk wiederverwendet worden → Orgel                      |  |
| 1929      | 377           | Tawern                                  | St. Peter und Paul                                                                        |      | II/P    | 19       | → Orgel |  |
| 1930      | 394           | Geschwend                               | St. Wendelin                                                                              |      | II/P    | 14       | |  |
| 1933      | 436           | St. Ingbert                             | St. Josef                                                                                 |      | III/P   | 55 (62)  | Unter Verwendung von Gehäuse und Pfeifenwerk der Vorgängerorgel von Voit (1894) |  |
| 1933      | 437           | St. Ingbert                             | St. Hildegard                                                                             |      | III/P   | 42       | Diverse kleinere Umbauten; heute IV/56 |  |
| 1934      | 458           | Winterbach (St. Wendel)                 | Heilige Familie                                                                           |      | II/P    | 15 (18)  | |  |
| 1936      | 468           | Waldfischbach-Burgalben                 | Kath. Wallfahrtskirche Maria Rosenberg                                                    |      | II/P    | 26       | |  |
| 1936      | 472           | Freiburg im Breisgau                    | St. Urban                                                                                 |      | III/P   | 42       | 2012 restauriert durch Vleugels Orgelmanufactur, Opus 418 → Orgel und Orgel |  |
| 1937      | 482           | Damaskus                                | St. Anthony von Padua                                                                     |      | II/P    | 24       | Restaurierte Orgel wird für liturgische Feiern, klassische Konzerte und die Orgelwoche in Damaskus verwendet. |  |
| 1937      | 488           | Saarbrücken                             | Oblatenkloster                                                                            |      | II/P    | 19 (23)  | 2011 nach Polen verkauft. |  |
| 1938      | 495           | Elversberg                              | Kath. Pfarrkirche Herz-Jesu-Kirche (Elversberg)                                           |      | III/P   | 26       | elektropneumatische Kegelladen; erhalten |  |
| 1938      | 497           | Fulda                                   | Aula der Rabanus-Maurus-Schule / Domgymnasium Fulda                                       |      | II/P    | 21       | bis 1968 im Stadtsaal Fulda |  |
| 1938      | 500           | Maikammer                               | St. Kosmas und Damian                                                                     |      | III/P   | 33 (+5)  | 1970 Einbau von zwei weiteren Registern durch Hugo Wehr → Orgel |  |
| 1939      | 506           | Hechingen                               | Stiftskirche                                                                              |      | IV/P    | 48       | 1988 abgebaut |  |
| 1941      | 525           | Ostrach-Weithart, Teilort Levertsweiler | Kath. Pfarrkirche St. Luzia                                                               |      | II/P    | 13       | erhalten |  |
| 1950      | 553           | Saarbrücken                             | St. Jakob (Saarbrücken)                                                                   |      | II/P    | 17       | 1962 auf III/33 (37) erweitert |  |
| 1951      | 557           | Lindenberg (Pfalz)                      | Kath. Pfarrkirche St. Maria Immaculata                                                    |      | II/P    | 19       | [ 7 ] |  |
| 1951      | 558           | Saarbrücken-Brebach                     | St. Maria Hilf                                                                            |      | II/P    | 24       | 1964 erweitert, ursprünglich 19 Register → Orgel |  |
| 1951      | 563           | Weiskirchen                             | St. Jakobus der Ältere (Weiskirchen)                                                      |      | II/P    | 28       | |  |
| 1951      | 565           | Neustadt an der Weinstraße              | Herz-Jesu-Kloster                                                                         |      | II/P    | 8        | nicht erhalten |  |
| 1952      |               | Saarbrücken                             | Herz Jesu                                                                                 |      | III/P   | 39 (49)  | Im nördlichen Querhaus, Chorwerk (II) und Subbass im südlichen Querhaus. 1992 ersetzt durch Neubau Mayer. |  |
| 1952      | 574           | Zweibrücken                             | Heilig-Kreuz-Kirche                                                                       |      | I/P     | 13       | 1955 auf drei Manuale mit 47 Registern erweitert, 1994 ersetzt, Teile in Coswig (Sachsen) wiederverwendet |  |
| 1953      | 587           | Elmstein                                | Kath. Pfarrkirche Herz Mariä                                                              |      | I/P     | 5        | [ 9 ] |  |
| 1955      | 611           | Hirzweiler-Welschbach                   | Kath. Pfarrkirche St. Laurentius                                                          |      | II/P    | 16       | |  |
| 1956      | 635           | Kirchhain                               | St. Elisabeth                                                                             |      | II/P    | 24       | elektrische Traktur → Orgel |  |
| 1956      | 637           | St. Leon-Rot                            | St. Leon der Große                                                                        |      | III/P   | 38       | elektrische Traktur → Orgel |  |
| 1957      | 638           | Spaichingen                             | St. Peter und Paul                                                                        |      | III/P   | 41       | Neubau unter Verwendung von Material aus der Weigle-Orgel von 1900, spätere Verlegung des Rückpositivs auf die Seitenempore aus Platzgründen. 1994 durch eine neue Mönch-Orgel ersetzt. → Orgel                                                                       |  |
| 1957      | 639           | Ludwigshafen am Rhein                   | St. Ludwig                                                                                |      | III/P   | 41       | elektrische Traktur → Orgel |  |
| 1957      | 652           | Höllstein                               | St. Maria                                                                                 |      | I/P     | 6        | ursprünglich für Winterlingen gebaut; geteilte Schleifen, B/D-Teilung bei b/h° → Orgel |  |
| 1958      | 670           | Leimen (Pfalz)                          | St. Katharina                                                                             |      | II/P    | 22       | → Orgel |  |
| 1960      | 697           | Hüttersdorf                             | Pfarrkirche Kreuzerhöhung                                                                 |      | III/P   | 36       | |  |
| 1960      | 700           | Waldfischbach-Burgalben                 | St. Joseph                                                                                |      | III/P   | 34       | → Orgel |  |
| 1960      | 706           | St. Ingbert                             | St. Pirmin                                                                                |      | II/P    | 26       | Zwei Jahre nach der Kirchenschließung 2006 nach Polen verkauft. |  |
| 1960      | 707           | München-Schwabing                       | Allerheiligen                                                                             |      | III/P   | 27       | geplant von Walter Supper nach dem Vorbild der norddeutschen Barockorgeln; eine der ersten Nachkriegsorgeln in München mit mechanischer Spieltraktur; mehrfach umgebaut, zuletzt Erweiterung/Umbau 2002 im romantischen Sinne durch Jocher & Edouard (III/35) → Orgel |  |
| 1961      | 738           | Rosenheim                               | St. Hedwig                                                                                |      | II/P    | 19       | → Orgel |  |
| 1962      |               | Dunstelkingen                           | St. Martinus                                                                              |      | II/P    | 16       | 2006 ersetzt → Orgel |  |
| 1962      | 737           | Koblenz                                 | Basilika St. Kastor                                                                       |      | III/P   | 34       | 2013 abgebaut und von Tamburini in Italien im Santuario di San Gabriele dell'Addolorata wieder mit einigen Veränderungen aufgebaut |  |
| 1963      | 755           | Esenhausen, Gemeinde Wilhelmsdorf       | St. Martinus                                                                              |      | II/P    | 15       | erhalten |  |
| 1964      | 770           | Frankfurt am Main-Bornheim              | Heilig-Kreuz-Kirche                                                                       |      | II/P    | 24       | erhalten, 2019 von Freiburger Orgelbau Hartwig und Tilmann Späth renoviert |  |
| 1964      | 761           | Allmendingen                            | Mariä Himmelfahrt                                                                         |      | II/P    | 25       | erbaut unter Verwendung von 12 Registern aus der Vorgängerorgel desselben Orgelbauers von 1914, 2024 abgebaut |  |
| 1964      |               | Zell                                    | St. Gallus                                                                                |      | II/P    | 12       | |  |
| 1966      |               | Neuenstein                              | Christus König                                                                            |      | II/P    | 9        | Serienorgel; → Orgel |  |
| 1966      | 812           | Schmelz-Bettingen                       | Pfarrkirche St. Stephanus                                                                 |      | II/P    | 28 (29)  | |  |
| 1967      | 837           | Ulm-Eselsberg                           | St. Maria Suso                                                                            |      | II/P    | 19       | ; 2023 ersetzt durch einen Neubau von Orgelbau Scharfe unter Übernahme von Registern |  |
| 1968      | 850           | Rickenbach-Sulz                         | St. Josef                                                                                 |      | I/P     | 4        | → Orgel |  |
| 1968      | 852           | Margrethausen                           | St. Margareta                                                                             |      | II/P    | 18       | → Orgel |  |
| 1968      | 856           | Dornstadt                               | Kath. Pfarrkirche St. Ulrich                                                              |      | II/P    | 29       | erhalten; 2015 durch Orgelbau Lenter, Sachsenheim, technisch überholt, umgearbeitet und um Setzeranlage erweitert |  |
| 1968      | 859           | Köln                                    | St. Hildegard in der Au                                                                   |      | II/P    | 14       | erhalten; Schließung der Kirche September 2020. 2022 umgesetzt in die evangelische Stephanuskirche in Köln-Riehl |  |
| 1969      | 880           | Köln                                    | St. Gertrud                                                                               |      | II/P    | 14       | erhalten |  |
| 1969      |               | Todtnauberg                             | St. Jakobus der Ältere                                                                    |      | II/P    | 21       | |  |
| 1970      | 885           | Kelsterbach                             | Christuskirche                                                                            |      | II/P    | 24       | → Orgel |  |
| 1972      |               | Gerabronn                               | Heilig Geist                                                                              |      | II/P    | 8        | → Orgel |  |
| 1972      |               | Koblenz                                 | St. Elisabeth                                                                             |      | II/P    | 24       | |  |
| 1972      | –             | Lambrecht (Pfalz)                       | Herz Jesu                                                                                 |      | II/P    | 17 (+1)  | → Orgel |  |
| 1974      | ohne Opuszahl | München-Freimann                        | St. Albert                                                                                |      | III/P   | 40       | erhalten; als Folgeprojekt zu Allerheiligen Schwabing geplant von Walter Supper → Orgel |  |
| 1978      | –             | Landshut                                | Kapelle im Krankenhaus Achdorf                                                            |      | I/P     | 3        | |  |
| 1978      | –             | Germersheim                             | St. Jakobus                                                                               |      | II/P    | 24       | → Orgel |  |
| 1979      | –             | Langenhart                              | St. Sebastian und Rochus                                                                  |      | I/P     | 3        | → Orgel |  |
| 1979      | –             | Hambach (Neustadt an der Weinstraße)    | St. Jakobus                                                                               |      | II/P    | 17       | → Orgel |  |
| 1981      | –             | Stuttgart-Fasanenhof                    | Bonhoefferkirche                                                                          |      | II/P    | 22       | 3 Transmissionen → Orgel |  |
| 1982      | –             | Dellmensingen                           | St. Kosmas und Damian                                                                     |      | II/P    | 24       | → Orgel |  |
| 1993      | –             | Stetten                                 | St. Florian                                                                               |      | I/P     | 3        | → Orgel |  |